# Валтер VIII фон Геролдсек
Валтер VIII фон Геролдсек (на немски: Walter VIII von Geroldseck; * пр. 1387; † сл. 1432) е господар на господството Хоенгеролдсек.

## Произход
Той е син на Хайнрих III фон Геролдсек († 1376/1378), господар на господството Хоенгеролдсек и Тюбинген, и втората му съпруга Анна фон Оксенщайн († сл. 29 януари 1407), дъщеря на Ото V фон Оксенщайн († 1327) и Херцеланде фон Пфирт († 1317).
Сестра му Агнес е омъжена за Егелолф фон Фалкенщайн († сл. 1391), а полусестра му Агнес († сл. 1404) е омъжена за маркграф Хесо фон Баден-Хахберг († 1410).
Той умира ок. 1432 г. и е погребан във Волфах.

## Фамилия
Валтер VIII фон Геролдсек се жени пр. 1 октомври 1394 г. за Елизабет фон Лихтенберг († сл. 1427), дъщеря на Конрад II фон Лихтенберг († 1390) и Йохана фон Бланкенберг-Бламонт († сл. 1422). Те имат децата:
- Диболд I фон Хоенгеролдсек († между 1 януари и 6 май 1461), господар на Хоенгеролдсек, женен I. ок. 1427 г. за Урсула фон Еберщайн († сл. 1428), II. на 27 декември 1446 г. за Доротея фон Тенген († сл. 1463)
- Хайнрих († 1434)
- Валтер († сл. 1427), женен за Агнес фон Рамберг
- Георг († сл. 1466)
- Аделхайд († 1454), омъжена на 24 май 1421 г. за Фолмар фон Оксенщайн († 1426)
- Йохан II фон Хоенгеролдсек († 1453), господар на Геролдсек юбер Рейн, женен I. пр. 21 март 1438 г. за Агнес фон Оксенщайн († сл. 21 март 1438), II. за Анна фон Цимерн († 24 февруари 1492)
- Беатрикс († 31 юли 1458), омъжена за Ханс Вернер фон Шварценберг († 26 април 1459)
- Магдалена, омъжена за Хайнрих Пайгер фон Ебербах († сл. 1430)

От връзка той има син:
- Ханс фон Геролдсек фон Даутенщайн († сл. 1437), женен за Урсула Щокерин